# 1015
Năm 1015 là một năm trong lịch Julius.

## Sự kiện
- Knud Đại đế xâm lược Anh.
- Các Berserker bị cấm tại Na Uy.
- Olav Haraldsson trở thành vua của Na Uy.
- Sviatopolk kế nhiệm Vladimir làm hoàng thân của Kiev.
- Quân đội Ghaznavid xâm lược Kashmir, nhưng bị đánh bại